# Geina buscki
Geina buscki är en fjärilsart som beskrevs av Mcdunnough 1933. Geina buscki ingår i släktet Geina och familjen fjädermott. Inga underarter finns listade i Catalogue of Life.